# Henderson (Texas)
Henderson ist eine Stadt sowie der County Seat des Rusk County im US-amerikanischen Bundesstaat Texas. Auf einer Fläche von über 31 Quadratkilometern leben 13.271 Menschen (Stand: Volkszählung 2020).
Henderson ist Teil der sozioökonomischen Region Ark-La-Tex, die Teile der vier Bundesstaaten Arkansas, Louisiana, Oklahoma und Texas umfasst. Die Stadt ist ein wichtiger Verkehrsknotenpunkt im nordöstlichen Texas.

## Geographie
Henderson liegt im Nordosten des Bundesstaates Texas, etwa 70 Kilometer von der östlichen Grenze zu Louisiana entfernt. Die Stadt befindet sich in einer Seenlandschaft, die vom Norden Oklahomas bis zum Golf von Mexiko reicht. Um Henderson herum befinden sich fünf größere Seen: Martin Lake, Lake Murvaul, Lake Striker, Lake Tyler und Lake Tyler East.
Die nächstgelegenen Städte sind New London (11 km nordwestlich), Overton (15 km nordwestlich), Kilgore (22 km nördlich), Tatum (27 km nordöstlich), Carthage (37 km östlich) und Jacksonville (43 km südwestlich). Nächste große Stadt ist mit über 1,2 Millionen Einwohnern das etwa 180 Kilometer nordwestlich entfernt gelegene Dallas.

## Geschichte

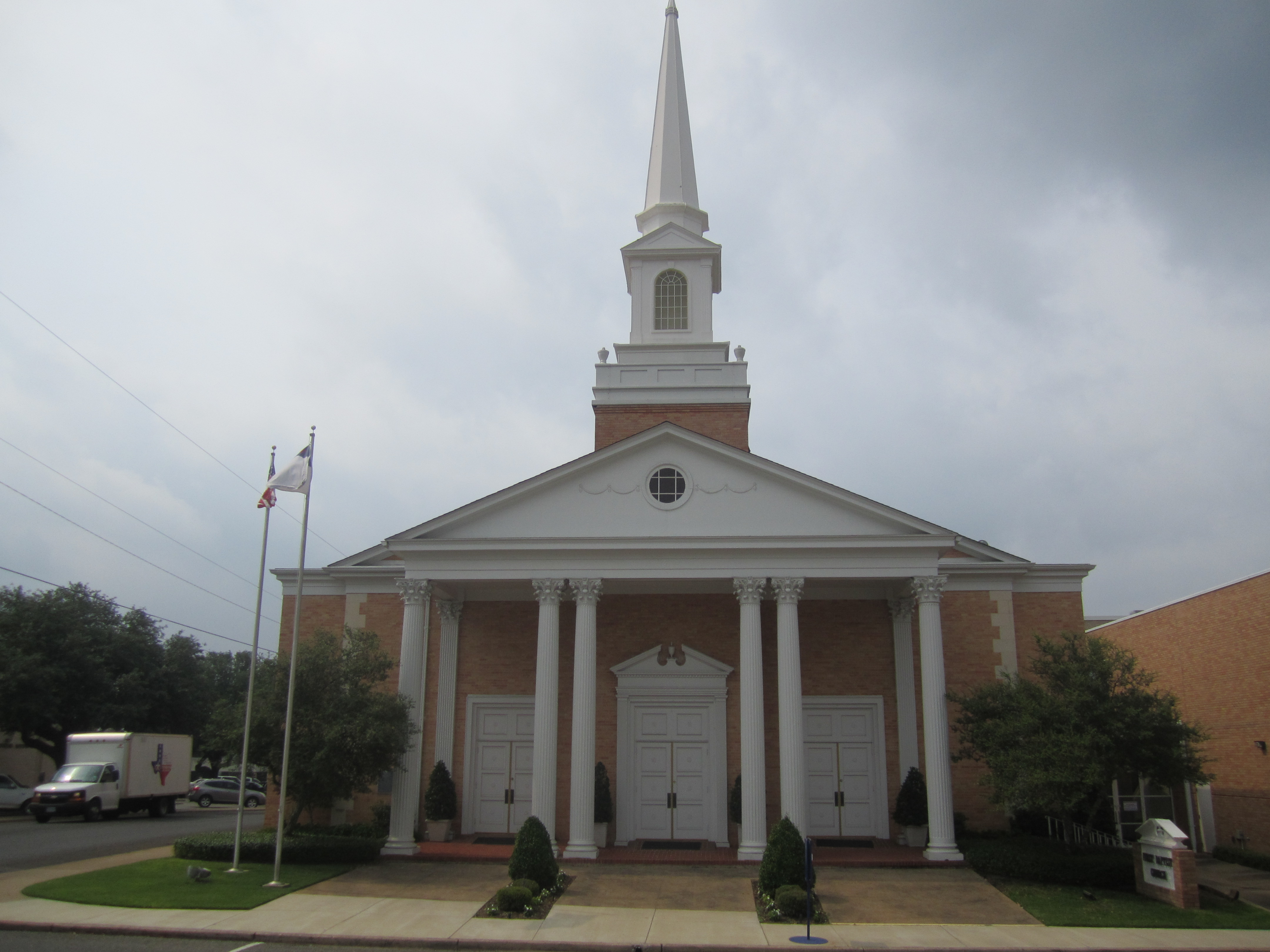
Die First Baptist Church

Die Stadt wurde auf einem Gebiet gegründet, das von den Generälen W.B. Ochiltree und James Smith gespendet wurde. Seit der Gründung des Rusk County 1843 ist Henderson dessen County Seat. 1842 und 1845 wurden die ersten baptistischen und methodistischen Kirchen erbaut. 1949 wurde ein hölzernes Gerichtsgebäude eröffnet.
Am 5. August 1860 wurde die Stadt von einem schweren Feuer heimgesucht, 43 Gebäude zerstörte. 1878 wurde auch das Gerichtsgebäude durch ein Feuer zerstört, an gleicher Stelle wurde das Gebäude aus Ziegelsteinen erneut errichtet. In den Folgejahren wurden weitere Gebäude auf diese Weise erbaut.
In den frühen 1930er Jahren wurde erstmals Öl etwa zehn Kilometer nordwestlich von Henderson entdeckt. Dadurch erfuhr die gesamte regionale Wirtschaft einen Aufschwung, die Bevölkerungszahl stieg innerhalb weniger Monate von 2000 auf über 10.000. Bis heute sorgen die Ölfelder für Wohlstand in der Region.

## Verkehr
Vom Norden in den Süden der Stadt verläuft der U.S. Highway 259, der auf einer Länge von über 400 Kilometer von Heavener bis nach Nacogdoches führt. Von Nordosten her führt der Texas State Highway 43 in die Stadt und mündet dort in die Kreuzung, in der auch der Texas State Highway 64 aus dem Westen endet. Vom Südosten der Stadt führt der U.S. Highway 79 in die Stadtmitte und verläuft weiter in Richtung Südwesten. Er führt von Russellville in Kentucky bis nach Round Rock. All diese Straßen treffen in einer ebenerdigen Verkehrskreuzung nordöstlich des Stadtzentrums aufeinander.
Etwa 30 Kilometer nördlich Hendersons verläuft der Interstate 20, der auf fast 2500 Kilometer vom westlichen Texas durch sechs Staaten bis an die Ostküste verläuft.
Darüber hinaus ist Henderson auch an den regionalen Flugverkehr angebunden: Etwa 24 Kilometer nördlich der Stadt befindet sich der East Texas Regional Airport, der pro Jahr etwa 75.000 Flugbewegungen absolviert.

## Demographie
Die Volkszählung 2000 ergab eine Einwohnerzahl von 11.273, verteilt auf 4350 Haushalte und 2971 Familien. Die Bevölkerungsdichte lag bei 366 Personen pro Quadratkilometer. 70,0 % der Bevölkerung waren Weiße, 22,3 % Schwarze, 0,5 % Asiaten, 0,3 % Indianer und unter 0,1 % Pazifische Insulaner. 6,8 % entstammten einer anderen Ethnizität, 1,1 % hatten zwei oder mehr Ethnizitäten, 6,8 % waren Hispanics oder Lateinamerikaner jedweder Ethnizität. Das Durchschnittsalter lag bei 37 Jahren, auf 100 Frauen kamen 87,3 Männer. Das Pro-Kopf-Einkommen betrug knapp 19.500 US-Dollar.
Bis zur Volkszählung 2010 ist die Bevölkerungszahl auf 13.712 angestiegen.

## Söhne und Töchter der Stadt
- James Young (1866–1942), Politiker
- Marvin Leath (1931–2000), Politiker
- Mark White (1940–2017), Politiker, 1983–1987 Gouverneur von Texas
- Archie Bell (* 1944), Soul- und Funk-Sänger
- Sandy Duncan (* 1946), Schauspielerin und Sängerin
- Tyree Wilson (* 2000), American-Football-Spieler